# Salterra
Salterra Distribution Group este un furnizor de produse destinate somnului și unicul distribuitor din România al produselor Pikolin.
Rețeaua cuprinde 3 magazine amplasate în București, Brașov și Iași. Salterra are în portofoliu peste 300 de produse, 60% fiind saltele și microsaltele. Alte produse comercializate sunt somiere, paturi, pilote, perne sau protecții de saltea. Salterra are și o gamă B2B, dedicată lanțurilor hoteliere, pensiunilor și motelurilor.

## Istoric
2013
Marcela Moss a înființat grupul Salterra în luna martie 2013, iar firma a debutat pe piata cu un magazin online. În acel moment oferta site-ului reunea trei branduri din grupul Pikolin, producator european de saltele: Pikolin, Pikolin Home și Sunlay și două branduri locale: Green Comfort și Green Blade.
După 2 luni de la intrarea companiei pe piață, rețeaua a deschis primul magazin în București.
2014
În 2014 Marcela Moss și-a extins afacerea, lansând încă 2 magazine în Brașov și Iași, iar la sfârșitul anului firma a înregistrat o cifră de afaceri de 500.000 euro + TVA și a cunoscut o creștere de 5-10% a comenzilor online. În plus, colecția de produse Salterra a fost completată cu paturi și canapele Nicoletti Home, introduse în gama deja existență de mobilier tapițat, acestea aducând o contribuție de peste 20% din totalul cifrei de afaceri.
2015
Pentru anul 2015, potrivit site-ului bursa.ro, compania vizează afaceri în creștere de 800.000 mii de euro, precum și o urcare de cel puțin 10-20% a cifrei de afaceri derulate în online și consolidarea parteneriatelor cu noi canale de distribuție, precum eMAG și Sensodays. În mediul offline, Salterra își propune deschiderea a două noi magazine, în București și în Constanța.